# Ахметович (герб)
Ахметович (пол. Achmetowicz) — польский шляхетский герб.

## Описание
В поле цвета неведомого ленкавица (цвет её тоже неизвестен). Сверху ленкавицы три круга, снизу два. .

## История
Герб происходит от печати Мустафы Ахматовича происходящего из рода Ахматовичей герба Ахмат. Оттиск печати на документе 1592 года.

## Используют
- Ахметовичи.